# Cephaloscyllium

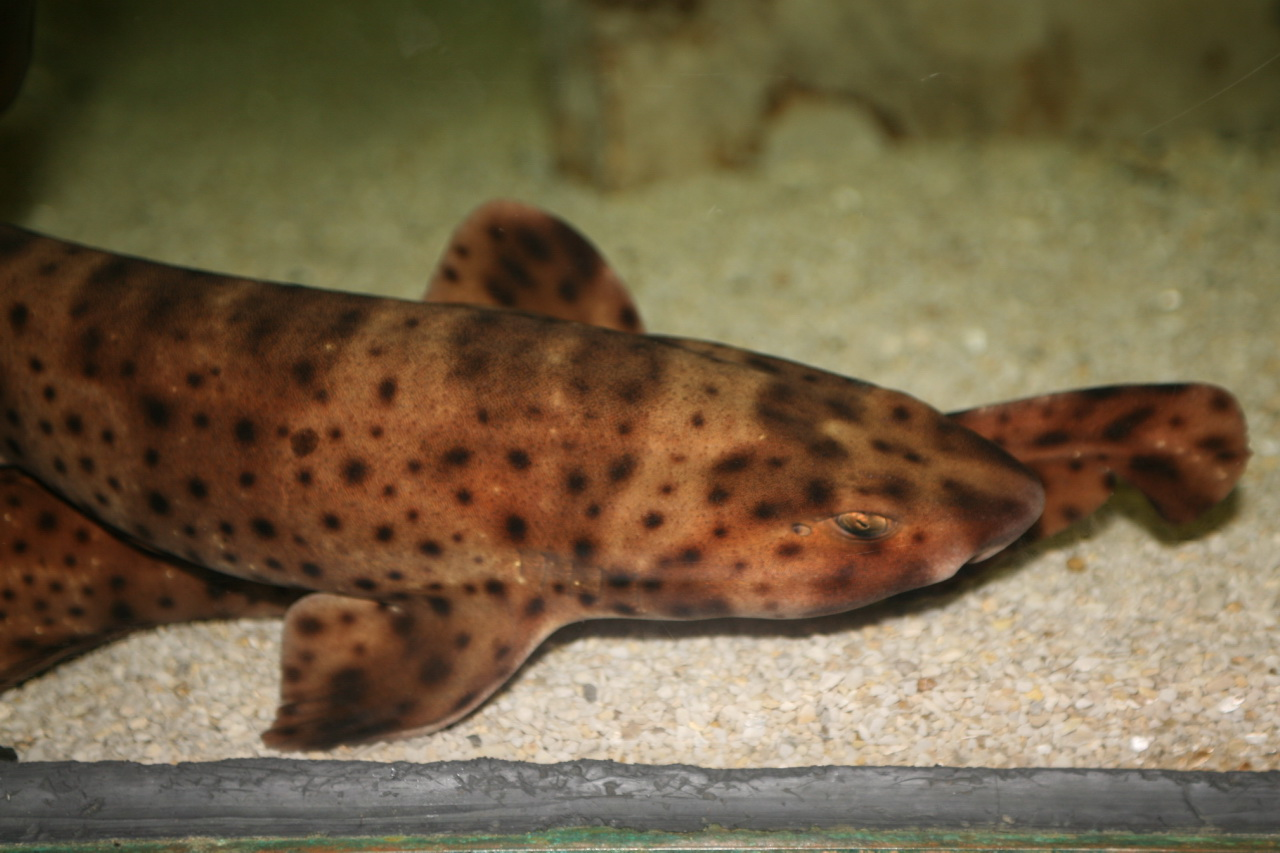
Tauró ventrut (Cephaloscyllium ventriosum)

Cephaloscyllium és un gènere de peixos de la família dels esciliorrínids i de l'ordre dels carcariniformes.

## Taxonomia
- Cephaloscyllium albipinnum (Last, Motomura & White, 2008)[1]
- Cephaloscyllium cooki (Last, Séret & White, 2008)[2]
- Cephaloscyllium fasciatum (Chan, 1966)[3]
- Cephaloscyllium hiscosellum (White & Ebert, 2008)[4]
- Cephaloscyllium isabellum (Bonnaterre, 1788)
- Gató botit australià (Cephaloscyllium laticeps) (Duméril, 1853)
- Cephaloscyllium maculatum (Schaaf-Da Silva & Ebert, 2008)[5]
- Cephaloscyllium pardelotum (Schaaf-Da Silva & Ebert, 2008)[5]
- Cephaloscyllium parvum (Inoue & Nakaya, 2006)[6]
- Cephaloscyllium pictum (Last, Séret & White, 2008)[2]
- Cephaloscyllium signourum (Last, Séret & White, 2008)[2]
- Cephaloscyllium silasi (Talwar, 1974)
- Cephaloscyllium speccum (Last, Séret & White, 2008)[7]
- Cephaloscyllium sufflans (Regan, 1921)
- Cephaloscyllium umbratile (Jordan & Fowler, 1903)
- Cephaloscyllium variegatum (Last & White, 2008)[8]
- Tauró ventrut (Cephaloscyllium ventriosum) (Garman, 1880)[9]
- Cephaloscyllium zebrum (Last & White, 2008)[8][10][11][12][13][14][15]